# 作新学院中等部
作新学院中等部（さくしんがくいんちゅうとうぶ）は、栃木県宇都宮市一の沢一丁目にある私立中学校。

## 概要
学校法人作新学院が設置している中学校。中等部がある一ノ沢キャンパス敷地内には、当校のほか、幼稚園・小学部・高等学校（高等部）がある。中等部単体の校舎は1つ、共同利用（体育館）や借用（書道室や武道館）を含めると4つほどになる。従来は学校法人船田教育会により運営されていたが、2010年度（平成22年度）から、設置者が学校法人作新学院に変更された。
中等部は「中高一貫校」扱いとなり、基本的に進学は作新学院高等学校となっているが、他校への進学も可能。

### 教育方針
作新学院全体の方針で「一校一家」「自学自習」「誠実勤労」となっている。
基本的に月曜・水曜・金曜が6時間授業、火曜・木曜が7時間授業となっており、基本火曜と木曜の7時間目に学級活動や道徳の授業が行われるため、学習は毎日6時間分ある。なお、年間総授業時間は1155時間であり、これは文部科学省が定める、中学校学習指導要領/学校教育法施行規則附則の年間総授業時間1015時間の約1.3倍にあたる。
道徳の一環として、「モーニング・ディヴォーション」（聖書学習）を取り入れ、キリスト教の教えを学習している。

## 沿革
- 1947年（昭和22年）4月1日 - 戦後の学制改革により中等部。
- 1950年（昭和25年） - 外国人教師による英語教育の授業を開始。
- 1954年（昭和29年） - 副院長船田小常の発案によりクリスマス祝会・花の日訪問・感謝祭の行事を開始。
- 1960年（昭和35年） - マラソン大会・スキー実習等の実施。
- 1977年（昭和52年） - 中等部から公立高校受験を認める制度に変更。
- 1983年（昭和58年） - 新生中等部第1期生を募集。5教科の授業時間を増やし英才教育を開始。
- 1988年（昭和63年） - 中等部新校舎完成。
- 1994年（平成6年） - 多目的教棟竣工。コンピュータ教室新設。
- 2001年（平成13年） - 全教室に冷暖房完備。
- 2003年（平成15年） - 足尾の植樹ボランティア「フォーラム in 足尾」に参加。
- 2004年（平成16年） - 国語・数学・英語の3教科で少人数指導、TT授業を導入。
- 2009年（平成21年） - 小中食堂棟竣工。
- 2010年（平成22年） - 新入生より新制服となる。
- 2011年（平成23年） - 「オール作新」による東日本大震災支援活動を開始。
- 2012年（平成24年） - 3学期制実施。

## アクセス
関東バス「作新学院前」停留所下車。
定期臨時バスが高校を基準とし、学校がある平日や、学校説明会・文化祭のある土休日に運行される。

## 著名な卒業生
- 萩野公介 - 競泳選手[2]
- 楢﨑智亜 - フリークライミング選手[3]
- 土岡哲朗 - お笑い芸人（春とヒコーキ）